# Biggsville (Illinois)
Biggsville – wieś w stanie Illinois w hrabstwie Henderson w Stanach Zjednoczonych.